# Шастин, Евгений Евгеньевич
Евгений Евгеньевич Шастин (укр. Євген Євгенович Шастін; 14 июля 1960, Омск, РСФСР, СССР) — советский  хоккеист, левый нападающий, мастер спорта международного класса, заслуженный тренер России.

## Биография
Воспитанник омского «Шинника» (тренеры — Эдуард Рассказов, Станислав Первушин). В команду мастеров Евгений Шастин попал в семнадцатилетнем возрасте, завоевав вместе с «Шинником» путевку в первую лигу чемпионата СССР 1977/78. Дебют произошёл 14 марта 1978 года в матче со «Строителем» (Караганда), а в следующей игре против этого же соперника Шастин открыл счет заброшенным шайбам. На второй год выступлений стал игроком основного состава. В сезонах 1978—1980, 1993, 1995 провел за «Шинник» и «Авангард» 215 матчей, забросил 80 шайб, сделал 58 передач, набрал 265 минут штрафа. Победитель турнира второй лиги Восточной зоны 1978 года. Лучший бомбардир команды 1980, 1993 годов (вместе с С. Елаковым).
С 1979 по 1989 год играл за киевский «Сокол». Бронзовый призёр 1985 года. Самый результативный игрок команды в чемпионатах Советского Союза — 166 заброшенных шайб в 370 матчах. Лучший снайпер лиги в сезоне 1988/89 — 21 гол (вместе с московским «армейцем» Сергеем Макаровым).
В 1989 году получил приглашение выступать за ЦСКА. За один сезон в составе московских «армейцев» выиграл кубок европейских чемпионов и серебро национального чемпионата. Два следующих года провел в Швейцарии. Выступал за команды второго дивизиона «Мартиньи» и «Сьерра». С 1992 по 1998 год выступал за «Сокол» (Киев), «Авангард» (Омск), «Рубин» (Тюмень) и СКА (Санкт-Петербург). В составе сборной Украины принимал участие в двух чемпионатах мира (дивизион С): 1993, 1994. Провел на турнирах 11 матчей и забил 5 шайб.
В 1980 году стал победителем молодёжного чемпионата мира. Выступал за вторую сборную Советского Союза. В составе сборной Украины принимал участие в двух чемпионатах мира (дивизион С): 1993, 1994. Провел на турнирах 11 матчей и забил 5 голов. Один из самых результативных игроков советского и российского хоккея. В элитной лиге чемпионатов СССР и России забросил 240 шайб в 614 матчах (26-е место). Входит в состав клуба Всеволода Боброва — 253 заброшенные шайбы. Всего в чемпионатах нашей страны провел 737 матчей, забросил 295 шайб. Лучший снайпер «Сокола» (Киев) 1981 — 24 шайбы, 1982 — 21 шайба, 1989 — 21 шайба. Лучший снайпер СКА (Санкт-Петербург) 1997 — 10 шайб (вместе с А. Козневым).
После завершения игровой карьеры начал тренерскую деятельность. В 1998—2008 работал ассистентом главных тренеров омского «Авангарда» Владимира Голубовича и Валерия Белоусова. С 2014 года входит в состав совета директоров ХК «Авангард».
Сын Егор выступал за омский «Авангард», «Торпедо» (Нижний Новгород) и другие клубы.

## Достижения
- Чемпион мира среди молодёжных команд — 1980.
- Обладатель кубка Европы — 1990.
- Серебряный призёр чемпионата СССР — 1990.
- Бронзовый призёр чемпионата СССР — 1985.